# Славянка (Хабаровский край)
Славя́нка — село в Нанайском районе Хабаровского края. Входит в состав Лидогинского сельского поселения.

## География
Село Славянка стоит на правом берегу Амура в 16 км ниже районного центра села Троицкое. Расстояние от автодороги Хабаровск — Комсомольск-на-Амуре около 5 км.
Климат в районе умеренный, муссонный, с холодной и снежной зимой и влажным летом. Территория села окружена лесами и полями, характерными для амурской низменности.

## История
Село Славянка было основано в начале XX века переселенцами из центральных районов России. Село получило своё название, вероятно, в честь первых поселенцев — славян, что подчёркивало этническую составляющую населения на момент его основания.
На протяжении своей истории Славянка развивалась как сельскохозяйственный населённый пункт. Здесь выращивались зерновые культуры, занимались рыболовством и охотой, характерными для региона.

## Экономика и инфраструктура
Основой экономики села является сельское хозяйство, включая животноводство и растениеводство. Также местные жители занимаются рыболовством на Амуре.
В Славянке функционирует школа, фельдшерско-акушерский пункт и дом культуры. В селе также имеется несколько частных магазинов, обслуживающих население и соседние деревни.

## Природа и экология
Рядом с селом расположены охотничьи угодья и места рыбной ловли. Фауна региона представлена такими видами, как амурский тигр, дальневосточный леопард, а также различными видами водоплавающих птиц.
Экология местности относительно чистая, что обусловлено удалённостью от крупных промышленных объектов.

## Достопримечательности
Живописные виды на реку Амур.
Традиционные обычаи и ремёсла коренных народов региона, которые сохраняются в быту.

## Население
| 1915 | 1992 | 2002 | 2010 | 2011 | 2012 | 2021 |
| ---- | ---- | ---- | ---- | ---- | ---- | ---- |
| 292  | ↘124 | ↘121 | ↘98  | →98  | ↘96  | ↘41  |